# نفيسة بنت أمية
نفيسة بنت أمية بن أبي عبيدة الحنظلية التميمية صحابية من أهل مكة، أسلمت هي وأبوها أمية بن أبي عبيدة التميمي وإخوتها يعلى بن أمية، وسلمة بن أمية، وعبد الرحمن بن أمية عام الفتح في السنة الثامنة. قال ابن سعد: «نفيسة بنت أمية بن أبي عبيدة التميمية هي التي كانت سعت بين رسول الله صلى الله عليه وسلم وخديجة بنت خويلد حتى تزوجها رسول الله، وكان رسول الله يعرف لها ذلك». وقال ابن عبد البر: «لها صُحَبة ورواية عن النبي صلى الله عليه وسلم».

## نسبها
هي نفيسة بنت أمية بن أبي عبيدة بن همام بن الحارث بن بكر بن زيد بن مالك بن حنظلة بن مالك بن زيد مناة بن تميم بن مر الحنظلية التميمية.